# Joe Walsh
Joseph Walsh, detto Joe (Wichita, 20 novembre 1947), è un chitarrista statunitense, dal 1976 al 2016 è stato membro del gruppo musicale Eagles, per poi riunirsi con il gruppo nel 2017.

## Biografia

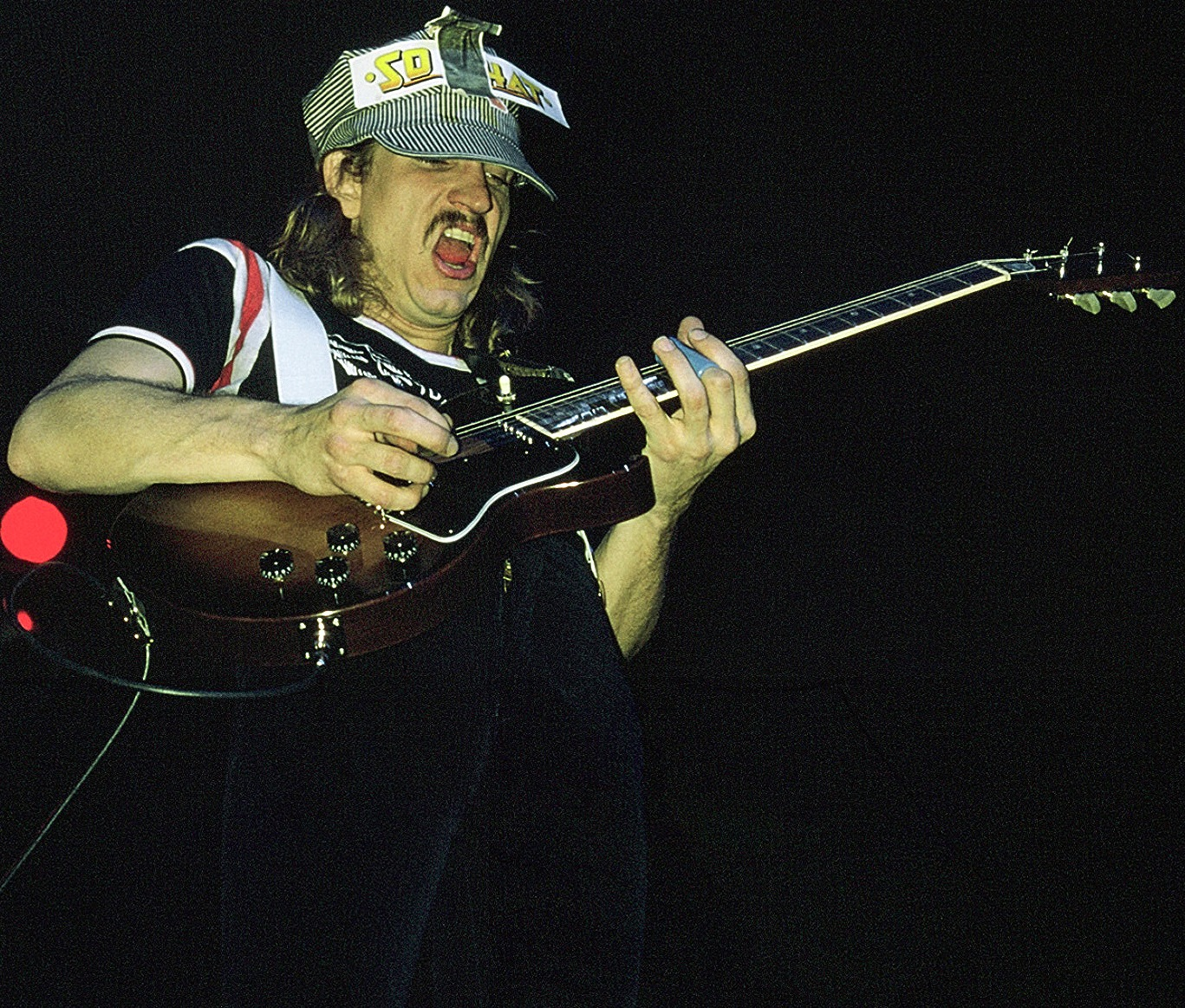
Joe Walsh nel 1975

### James Gang
Nel 1969 entrò a far parte del gruppo James Gang dove rimase fino al 1972. Per questo gruppo oltre alla chitarra e alla voce si cimentava anche alle tastiere.

### Eagles
Nel 1976 è entrato a far parte della band degli Eagles, con la quale ha collaborato fino allo scioglimento della stessa, avvenuto nel marzo del 2016, in seguito alla morte di uno dei fondatori, Glenn Frey. Il gruppo si è poi riunito nell'estate 2017 accogliendo il figlio di Glenn Frey, Deacon, che ha preso il posto del padre nella band per volere di Henley, l'altro leader storico del gruppo.
Nel 1978 da solista incide In the City, resa celebre in quanto uno dei brani principali della colonna sonora di The Warriors (I guerrieri della notte), film del 1979 diretto da Walter Hill. Il brano verrà poi inserito nell'album degli Eagles The Long Run (1979).

### Vita privata
Joe Walsh è stato sposato cinque volte: per breve tempo a Margie Walsh negli anni '60, a Rodi Stefany 1971-1978, a Juanita Boyer 1980-1988 e Denise Driscoll dal 1999 al 2006. Il 13 dicembre 2008 Walsh ha sposato Marjorie Bach (sorella di Barbara Bach la moglie di Ringo Starr) divenendo così cognato dell'ex Beatle.
Walsh ha ammesso i suoi problemi con alcol e droga che ha avuto per la maggior parte della carriera; tuttavia, è andato in recupero dal 1993, anche grazie alla reunion della sua band storica che lo voleva nuovamente sul palco, ma possibilmente pulito. Un inquietante aneddoto di quel periodo lo ha raccontato lui stesso: una volta si svegliò su un aereo a Parigi e, all'arrivo, riavendo il proprio passaporto, non ricordava di essere salito sull'aereo. Questo è stato a suo dire il punto di svolta, motivo per cui è stato sobrio da allora.
Walsh è anche un appassionato radioamatore: ha conseguito la licenza Extra Class Radio Amateur con nominativo WB6ACU. Ha anche inserito nei suoi album messaggi in alfabeto Morse

## Discografia

### Con i James Gang

#### Album in studio
- 1969 - Yer' Album (marzo 1969)
- 1970 - James Gang Rides Again (ottobre 1970)
- 1971 - Thirds (agosto 1971)

#### Live
- 1971 - James Gang Live in Concert (novembre 1971)

### Con gli Eagles

#### Album in studio
- 1976 - Hotel California
- 1979 - The Long Run
- 2007 - Long Road Out of Eden

#### Raccolte
- 1982 - Eagles Greatest Hits, Vol.2
- 1994 - The Very Best of the Eagles
- 2000 - Selected Works: 1972-1999
- 2003 - The Very Best Of

#### Live
- 1980 - Eagles Live
- 1994 - Hell Freezes Over
- 2009 - New Zealand Concert
- 2020 - Live from the Forum MMXVIII

### Album prodotti come solista

#### Album in studio
- 1972 - Barnstorm (Geffen Records)
- 1973 - The Smoker You Drink, The Player You Get (MCA Records)
- 1974 - So What (MCA Records)
- 1978 - But Seriously, Folks... (Elektra Records)
- 1981 - There Goes The Neighborhood (Elektra Records)
- 1983 - You Bougth It - You Name It (Warner Bros.)
- 1985 - The Confessor (Warner Bros.)
- 1987 - Got Any Gum? (Warner Bros.)
- 1991 - Ordinary Average Guy (Epic)
- 1992 - Songs For A Dying Planet (Epic)
- 2012 - Analog Man (Universal)

#### Raccolte
- 1978 - The Best of Joe Walsh
- 1978 - So Far So Good
- 1985 - Rocky Mountain Way
- 1988 - Welcome to the Club
- 1995 - Look What I Did!
- 1997 - Joe Walsh's Greatest Hits – Little Did He Know...
- 1997 - The Best of Joe Walsh & The James Gang 1969-1974

#### Live
- 1976 - You Can't Argue with a Sick Mind
- 2014 - All Night Long: Live in Dallas

## Doppiatori italiani
Nelle versioni in italiano delle opere in cui ha recitato, Joe Walsh è stato doppiato da:
- Mauro Magliozzi in Criminal Minds